# فرانچسکو واسالو (بازیکن فوتبال)
فرانچسکو واسالو (انگلیسی: Francesco Vassallo؛ زادهٔ ۳۰ دسامبر ۱۹۹۳) بازیکن فوتبال اهل ایتالیا است.
از باشگاه‌هایی که در آن بازی کرده‌است می‌توان به باشگاه فوتبال روبور سیه‌نا، باشگاه فوتبال پیستویزه، و باشگاه فوتبال پالرمو اشاره کرد.
وی همچنین در تیم‌های ملی فوتبال زیر ۱۹ سال ایتالیا و زیر ۲۰ سال ایتالیا بازی کرده‌است.